# Cratichneumon amecus
Cratichneumon amecus är en stekelart som först beskrevs av Cresson 1874.  Cratichneumon amecus ingår i släktet Cratichneumon och familjen brokparasitsteklar. Inga underarter finns listade i Catalogue of Life.